# Нерсианиды
Нерсианиды, они же Нерсиани (груз.:  ნერსიანი) — раннесредневековый грузинский княжеский род.

## Биография
Появились в конце V века, в царствование иберийского царя Вахтанга I Горгасали (ок. 447 – 522).
Позднее они фигурируют в восьмом веке как князья Внутренней Иберии и дважды достигали, в лице Адарнасе III и его сына Нерсе, титула эрисмтавара Иберии между ок. 748 и 779/80. Первый человек, занимавший эту должность, Адарнасе, кроме того, носил почетный византийский титул куропалата.
Семья была связана с другим ведущим грузинским княжеским родом, Гуарамидами, через брак сына Гуарамида Гуарама III с дочерью Адарнасе III.
Второй эрисмтавари из Нерсиани, Нерсе, был лишен власти арабами, и его должность была передана его племяннику (сыну сестры) Стефанозу III (годы правления 779/780-786).